# Великобудківська сільська рада
Вели́кобудкі́вська сільська́ ра́да — колишній орган місцевого самоврядування в Недригайлівському районі Сумської області. Адміністративний центр — село Великі Будки.

## Загальні відомості
- Населення ради: 810 осіб (станом на 2001 рік)

## Населені пункти
Сільській раді були підпорядковані населені пункти:
- с. Великі Будки

## Склад ради
Рада складалася з 14 депутатів та голови.
- Голова ради: Демиденко Олексій Михайлович
- Секретар ради: Коренева Катерина Василівна

### Керівний склад попередніх скликань
| Прізвище, ім'я, по батькові   | Основні відомості                                                 | Дата обрання | Дата звільнення |
| ----------------------------- | ----------------------------------------------------------------- | ------------ | --------------- |
| Демиденко Олексій Миколайович | Сільський голова, 1973 року народження                            | 26.03.2006   | 31.10.2010      |
| Демиденко Олексій Михайлович  | Сільський голова, 1973 року народження, освіта вища, безпартійний | 31.10.2010   |                 |

Примітка: таблиця складена за даними сайту Верховної Ради України